# Каратєєв Дмитро Васильович
Каратєєв Дмитро Васильович (1882 — 9 жовтня 1958, Ліма, Перу) — професор Університету Сан-Маркос (Ліма, Перу) та Вищої школи гірничих інфженерів.
Працював у США, згодом переїхав до Чилі, Болівії, зрештою оселився в Перу.
Автор підручників іспанською мовою: «Определение минералов по внешним признакам», «Применение паяльной трубки в минералогии (сухой анализ)», «Систематический ход определения минералов», «Упрощенные методы химического определения минералов».